# 阿克尔普尔乌帕齐拉
阿克尔普尔乌帕齐拉 (Akkelpur) 是孟加拉国的一个乌帕齐拉， 位于拉傑沙希專區的焦伊布尔哈德县 。

## 地理
阿克尔普尔乌帕齐拉位于24°58′30″N 89°01′15″E / 24.9750°N 89.0208°E，方圆139.47 km²。它是拉傑沙希專區最小的乌帕齐拉。

## 人口
据1991年孟加拉国人口普查，阿克尔普尔共有人口126,046人，户数24,475户。其中男性占52.9％，女性占47.1％。18岁或以上的成年人口为68,033人。阿克塞尔普尔的平均识字率为34％（7岁以上），略低于全国平均水平为32.4％。

## 行政区划
阿克尔普尔有5个协会和医院, 116个mauzas/mahallas,以及158个村庄。